# Atractus zebrinus
Espèce
Synonymes
- Rhabdosoma zebrinum Jan, 1862

Atractus zebrinus est une espèce de serpents de la famille des Dipsadidae.

## Répartition
Cette espèce est endémique du Brésil. Elle se rencontre dans les États de Bahia, d'Espírito Santo, de Rio de Janeiro, de São Paulo, du Paraná et de Santa Catarina.

## Description
Dans sa description Jan indique que le spécimen en sa possession mesure 54 cm dont 4 cm pour la queue.

## Publication originale
- Jan, 1862 : Enumerazione sistematico delle specie d'ofidi del gruppo Calamaridae. Archivio per la zoologia, l'anatomia e la fisiologia, vol. 2, p. 1-76 (texte intégral).